# Classic (ソフトウェア)
Classic（クラシック）は、Mac OS X上で動作するハードウェア抽象化レイヤーである。Mac OS XでMac OS 9上で動作するアプリケーション（クラシックアプリケーション）を使用するために、Mac OS 9そのものをインストールして実行させるための環境である。PowerPCを使用したMacにインストールされたMac OS X v10.4.11までのMac OS Xのコンポーネントである。実行可能なOSはMac OS 9.1以降9.2.2である。

## 概要
Mac OS Xでクラシックアプリケーションを使用するには、クラシックアプリケーションのアイコンか、その書類のアイコンをダブルクリックする。あるいは、起動時にClassicが自動的に起動するよう設定することもできる。
Mac OS 9が独立して動作しているため、Classic環境のウィンドウ枠やメニューバーなどのアピアランス、インプットメソッドも Mac OS 9のものである。また、Mac OS 9の個々のソフトウェアでは、Mac OS Xのプリエンプティブ・マルチタスクの恩恵を受けられず、一部のアプリケーションがCPUを占有した場合には、Classic環境で動く全てのプロセスがユーザの操作を受け付けなくなる。メモリ保護機能もないため、一部のアプリケーションが強制終了した場合には、Classic環境を起動しなおす必要がある。また、ハードウェアに直接アクセスするものなど、一部のソフトウェアには互換性がない。
Mac OS Xへの移行にともない、2003年1月以降に発表されたMacではMac OS 9で起動することはできなくなった。有力なアプリケーションもすぐにMac OS Xに移行できなかったため、OSの移行期において過去のソフトウェア資産をもつユーザにとって重要な機能であった。2006年に発売されたインテル搭載のMacでは、Classic環境がサポートされていないため、Mac OS 9用アプリケーションは使用できない。Mac OS Xへの移行が進んだことにともない、2007年10月に発売されたMac OS X v10.5 LeopardよりClassic環境は完全に廃止された。